# Jules Michelet (1905)
Jules Michelet byl pancéřový křižník francouzského námořnictva. Ve službě byl v letech 1908–1929. Roku 1929 byl převeden do rezervy. Roku 1931 byl upraven na cvičný cíl. Dne 8. května 1937 jej potopila francouzská ponorka třídy Circé Thetis.

## Stavba

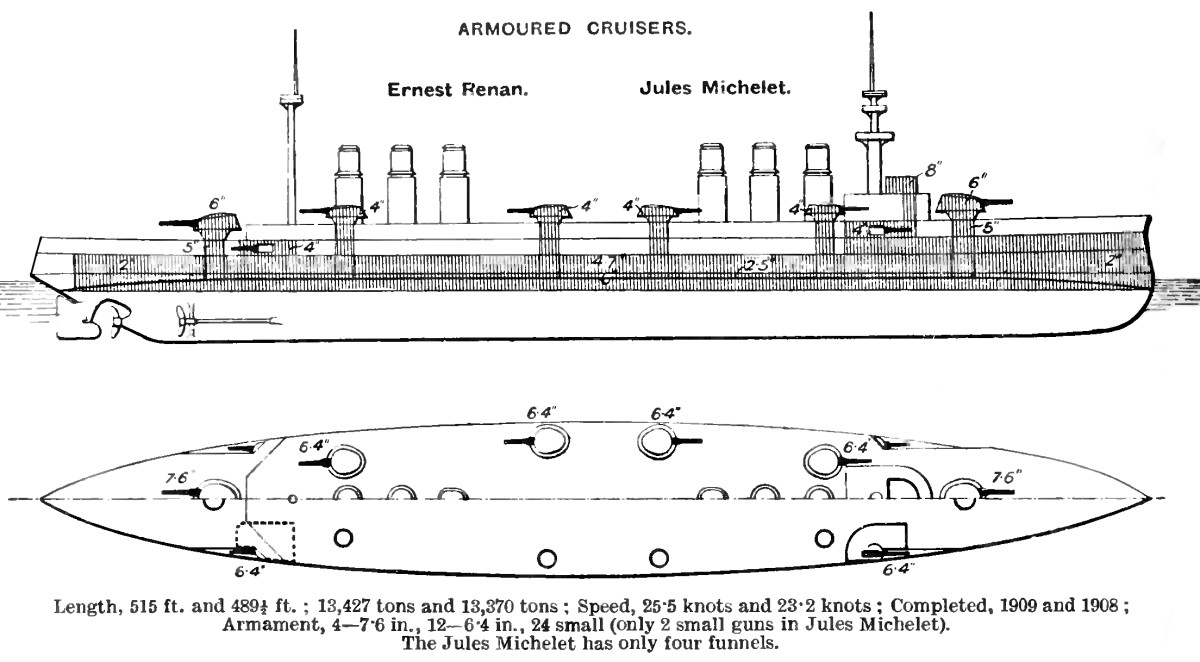
Základní uspořádání výzbroje a pancéřové ochrany

Plavidlo bylo upravenou verzí předcházející třídy Léon Gambetta. Postavila jej loděnice Arsenal de Lorient v Lorientu. Stavba byla zahájena v červnu 1904, v srpnu 1905 byl křižník spuštěn na vodu a v listopadu 1908 byl přijat do služby.

## Konstrukce
Výzbroj tvořily čtyři hlavní 194mm kanóny ve dvoudělových věžích a dvanáct 165mm kanónů sekundární ráže umístěných v osmi jednodělových věžích a čtyřech kasematách. Doplňovalo je dvacet čtyři 47mm kanónů a dva 450mm torpédomety. Pohonný systém tvořilo 28 kotlů a tři parní stroje s trojnásobnou expanzí o výkonu 30 000 hp, pohánějící tři lodní šrouby. Nejvyšší rychlost dosahovala 22,5 uzlu. Dosah byl 6600 námořních mil při rychlosti 10 uzlů.